# 阿比南丹·瓦塔曼
阿比南丹·瓦塔曼（印地語︰，1983年6月21日—）是印度一名戰機飛行員，在2019年印巴衝突期間被巴基斯坦擊落，其後他被關押了60個小時，之後被釋放。
阿比南丹·瓦塔曼在泰米爾納德邦出生和長大，後來他搬到了馬哈拉施特拉邦，畢業於印度國防學院。2004年他被任命為印度空軍的一名飛行軍官。 瓦塔曼其後在旁遮普邦接受進一步訓練，並於2006年晉升為飛行中尉，再於2010年晉升為中隊長。他於2017年6月被任命為聯隊指揮官。
2019年2月27日，印度及巴基斯坦爆發邊境軍事衝突，瓦塔曼駕駛米格-21戰機飛越巴基斯坦領空，與巴基斯坦空軍的JF-17及F-16展開空中混戰，其後被擊落。瓦塔曼跳傘脫身到巴基斯坦的一個村落，隨即被村民包圍及發生肢體衝突並受到輕傷。巴基斯坦士兵介入把他解救出來，他因此被俘虜了近60個小時。在巴基斯坦審問瓦塔曼凡過程中，瓦塔曼讚揚了巴基斯坦的熱情好客，並讚賞巴方提供的茶“太棒了（Tea is fantastic）”，這句話隨即在網上成為迷困。第二天，巴基斯坦以人道主義理由釋放瓦塔曼。 他於2019年3月1日返回印度，印度政府Vir Chakra授予他。
2021年11月，瓦塔曼升任集團軍隊長。